# 安艺川尻站
安藝川尻站（日语：／ Akikawajiri eki */?）是一個位於廣島縣吳市川尻町西二丁目、屬於西日本旅客鐵道（JR西日本）吳線的鐵路車站。

## 車站結構
島式月台1面2線，可進行待避的地面車站。站舍位於軌道東側，站舍與月台設有跨線橋聯絡。沒有自動閘機，但可使用ICOCA。設有IC卡的專用讀卡機。廁所設置於閘外，是男女共用的水洗式廁所。以前曾設有資訊台，因使用人數減少而閉店。

### 月台配置
| 月台        | 路線 | 方向 | 目的地         |
| ----------- | ---- | ---- | -------------- |
| 對側（1）   | 吳線 | 上行 | 竹原、三原方向 |
| 站舍側（2） | 吳線 | 下行 | 吳、廣島方向   |

## 相鄰車站
西日本旅客鐵道
 吳線
安登－安藝川尻－仁方